# 比羅夫駅
比羅夫駅（ひらふえき）は、北海道虻田郡倶知安町字比羅夫にある北海道旅客鉄道（JR北海道）函館本線の駅である。駅番号はS24。電報略号はラフ。事務管理コードは▲130106。

## 歴史

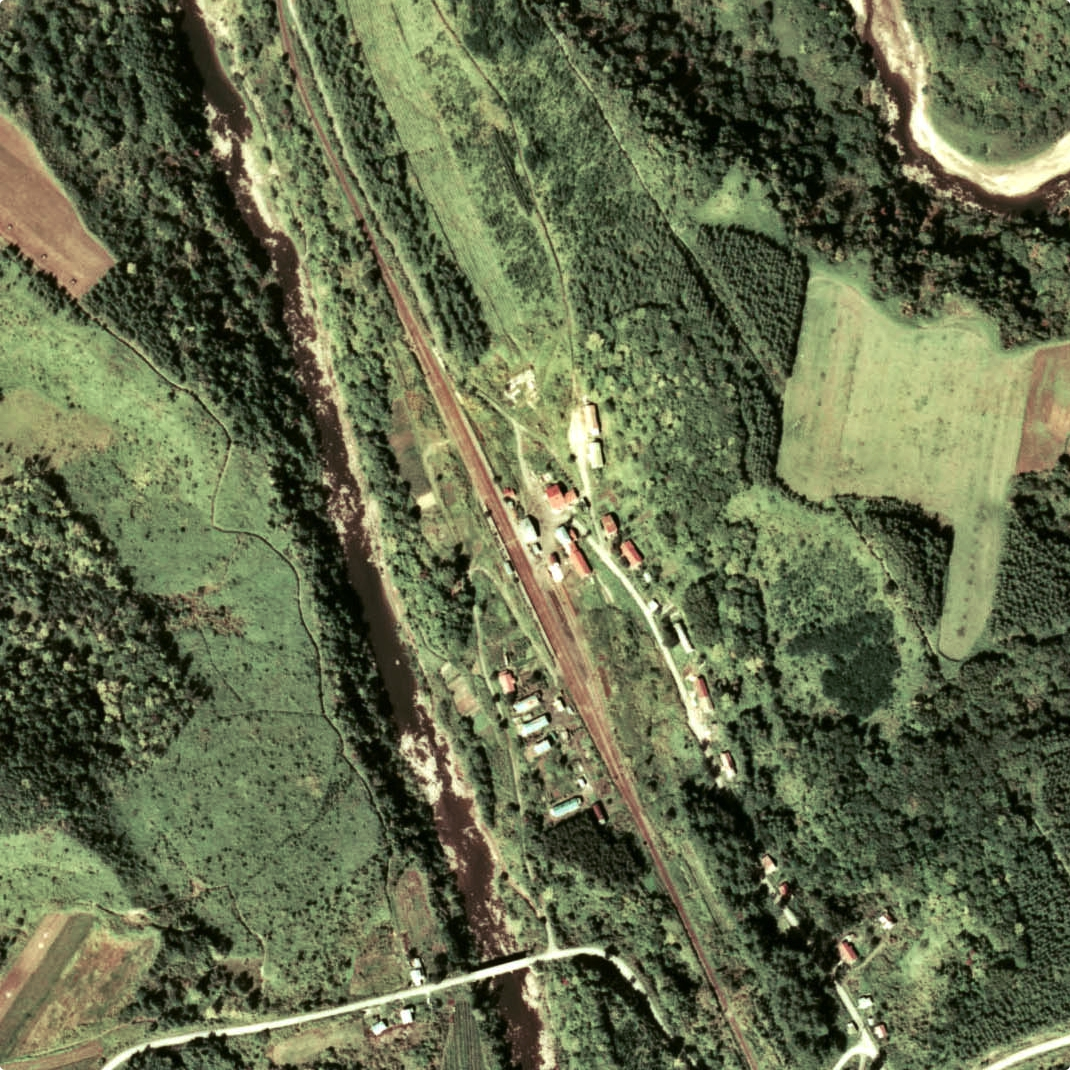
1976年の比羅夫駅と周囲約750m範囲。下が長万部方面。少しずれた形の相対式ホームと待避用中線を有する2面3線で、駅舎横の長万部側に貨物ホームと引込み線が有るが、既に貨物取扱いが廃止になっていて放置されている。それも1983年までには撤去された。

- 1904年（明治37年）10月15日：北海道鉄道歌棄駅（→熱郛駅） - 小沢駅間の延伸開業に伴い、同線の駅として開業。一般駅。[2]
- 1907年（明治40年）7月1日：北海道鉄道の国有化に伴い、国有鉄道に移管[2]。
- 1909年（明治42年）10月12日：国有鉄道線路名称制定に伴い、函館本線の駅となる。
- 1949年（昭和24年）6月1日：日本国有鉄道法施行に伴い、日本国有鉄道（国鉄）に継承。
- 1974年（昭和49年）9月5日：貨物取扱い廃止[2]。
- 1982年（昭和57年）3月1日：荷物取扱い廃止[2][4]。同時に無人化[5][6]。
- 1985年（昭和60年）3月14日：交換設備撤去。運転要員引き上げ。
- 1987年（昭和62年）4月1日：国鉄分割民営化に伴い、北海道旅客鉄道（JR北海道）の駅となる[2]。
- 2007年（平成19年）10月1日：駅ナンバリングを実施[JR北 1]。

### 駅名の由来
当地には飛鳥時代の658年に阿倍比羅夫が蝦夷征伐を行い、後方羊蹄の地に政庁を置いた、とする伝説があり、これに由来する。

## 駅構造
単式1面1線ホームを持つ地上駅。倶知安駅管理の無人駅。

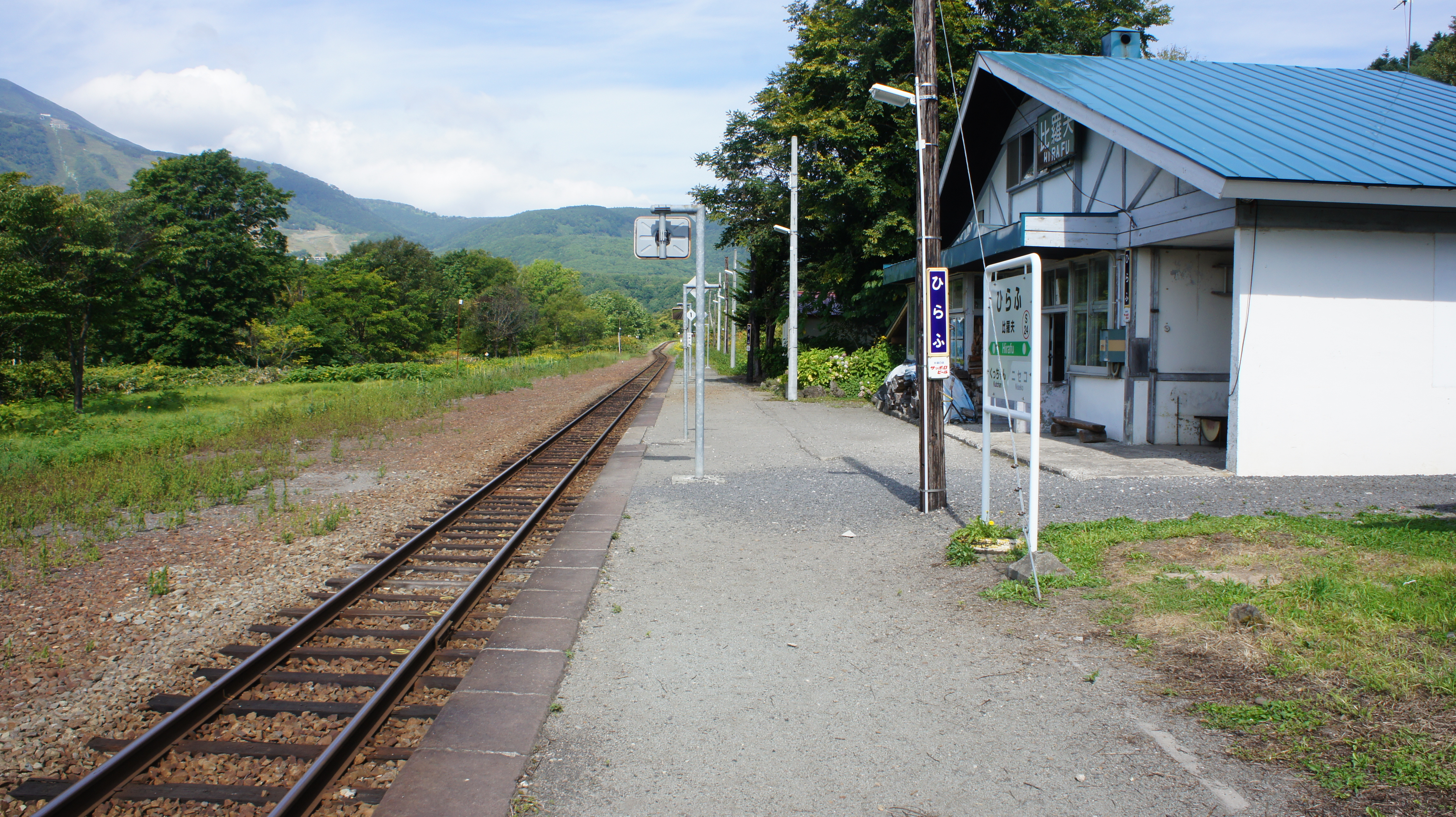
ホーム（2017年9月）

### 駅の宿ひらふ
旧事務室は民宿になっており、ホーム横には離れの個室（コテージ）がある。また、季節によってはホーム上でバーベキューを楽しむこともできる。駅舎をそのまま利用した民宿がある駅は、全国で当駅のみである。
豊田巧が「駅に泊まろう！」シリーズ（光文社文庫）として小説を発表している。

## 利用状況
乗車人員の推移は以下の通り。年間の値のみ判明している年度は日数割で算出した参考値を括弧書きで示す。出典が「乗降人員」となっているものについては1/2とした値を括弧書きで乗車人員の欄に示し、備考欄で元の値を示す。
また、「JR調査」については、当該の年度を最終年とする過去5年間の各調査日における平均である。
| 年度               | 乗車人員（人） | 乗車人員（人） | 乗車人員（人） | 出典       | 備考 |
| 年度               | 年間           | 1日平均        | JR調査         | 出典       | 備考 |
| ------------------ | -------------- | -------------- | -------------- | ---------- | ---- |
| 1978年（昭和53年） |                | 38.0           |                | [ 11 ]     |      |
| 2015年（平成27年） |                |                | 「10名以下」   | [ JR北 2 ] |      |
| 2017年（平成29年） |                |                | 2.0            | [ 12 ]     |      |
| 2018年（平成30年） |                |                | 1.4            | [ 13 ]     |      |
| 2019年（令和元年） |                |                | 「3名以下」    | [ JR北 3 ] |      |
| 2020年（令和02年） |                |                | 「3名以下」    | [ JR北 4 ] |      |

## 駅周辺
当駅からひらふ地区へアクセスするバスはないため、列車の車内では当駅に到着する直前に「比羅夫駅では降りずに、倶知安駅から、路線バスやタクシーなどをご利用ください」という案内放送が流れる。
- 国道5号
- 倶知安町立西小学校樺山分校
- 半月湖
- 尻別川

## 隣の駅
北海道旅客鉄道（JR北海道）
■函館本線

ニセコ駅 (S25) - 比羅夫駅 (S24) - 倶知安駅 (S23)

### JR北海道
1. ↑  『駅番号表示（駅ナンバリング）を実施します』（PDF）（プレスリリース）北海道旅客鉄道、2007年9月12日。オリジナルの2007年9月30日時点におけるアーカイブ。2014年9月6日閲覧。
2. ↑  “極端にご利用の少ない駅（3月26日現在）” (PDF). 平成28年度事業運営の最重点事項.   北海道旅客鉄道. p. 6 (2016年3月28日). 2017年9月25日閲覧。
3. ↑  “駅別乗車人員” (PDF). 地域交通を持続的に維持するために > 全線区のご利用状況.   北海道旅客鉄道 (2020年10月30日). 2020年11月2日時点のオリジナルよりアーカイブ。2020年11月5日閲覧。
4. ↑  “駅別乗車人員” (PDF). 地域交通を持続的に維持するために > 全線区のご利用状況.   北海道旅客鉄道 (2021年9月30日). 2022年1月1日時点のオリジナルよりアーカイブ。2022年1月1日閲覧。

### 新聞記事
1. ↑  無人駅の宿 旅人集う／北海道の比羅夫駅 駅舎改装、ホームでBBQ『日本経済新聞』夕刊2018年3月6日（社会面）